# Henry Wallis

The Death of Chatterton, 1856, Birmingham Museum & Art Gallery

Henry Wallis (Londen, 21 februari 1830 - Croydon, Surrey, 20 december 1916) was een Engels kunstschilder en schrijver die op grond van enkele van zijn werken losjes wordt geassocieerd met de Prerafaëlieten. Hij werkte in olieverf en aquarel, schilderde portretten van literaire figuren en enkele genrestukken en landschappen.
Het is niet bekend wie Wallis' vader was, maar toen zijn moeder Mary Anne Thomas in 1845 trouwde met een Londense architect nam hij de naam van zijn stiefvader aan. Hij studeerde in Frankrijk aan het atelier van Charles Gleyre en aan de Parijse academie. Vanaf 1848 bezocht hij de opleiding van de Royal Academy of Arts, waar hij vanaf 1854 exposeerde.
Wallis' eerste grote succes was het schilderij The Death of Chatterton dat in 1856 bij de Royal Academy werd tentoongesteld. Het werk veroorzaakte een sensatie en werd alom geprezen, niet in het minst door de befaamde kunstcriticus John Ruskin. Het verbeeldt de dood van de destijds tot een cultheld uitgegroeide dichter (en schrijver van gefalsificeerde poëzie) Thomas Chatterton die in 1770 op 17-jarige leeftijd zelfmoord had gepleegd.
Als model voor het schilderij diende de schrijver George Meredith, wiens vrouw hem in 1858 verliet voor Henry Wallis.
Een ander belangrijk werk van zijn hand, waarmee hij zich in de rijen der Prerafaëlieten schaarde, was het uit 1857 daterende The Stonebreaker. Het is een sociaal-realistisch werk dat de gevolgen toont van armoede en zwaar werk, dat de aandacht trok door de combinatie van een schokkende realiteit en een intens kleurgebruik in de op de achtergrond getoonde zonsondergang. Het toont een opvallend contrast met het gelijknamige schilderij van John Brett.
Wallis maakte diverse reizen door Europa en het Nabije Oosten en werd een autoriteit op het gebied van Italiaanse en oosterse keramiek. Hij publiceerde hier een aantal werken over, voorzien van eigen illustraties.